# Battesimo di san Francesco d'Assisi
Il Battesimo di san Francesco d'Assisi è un dipinto del pittore spagnolo Antonio del Castillo y Saavedra realizzato intorno al 1663 - 1665 e conservato nel Museo di belle arti di Cordova, in Spagna. 

## Storia e descrizione
Fu commissionato dei francescani per il chiostro del convento di San Pedro el Real di Cordova come parte di una serie di tele che rappresentano la vita di San Francesco d'Assisi. Questo dipinto è il secondo della serie ed è stato finanziato da Gaspar de Herrera amico del pittore.
Il dipinto raffigura la scena del battesimo di San Francesco nel momento in cui l'acqua viene versata sopra la sua testa; il piccolo Francesco è sorretto da un angelo. Si crede anche che appaia rappresentato nella scena Gaspar de Herrera, per essere il finanziatore del lavoro. Nella parte inferiore della tela c'è una legenda  con scritto «Non Fecit Alfar» per chiarire che la paternità del dipinto non era di Juan de Alfaro y Gámez. Juan de Alfaro aveva dipinto la tela prima della serie dedicata alla vita di San Francisco e aveva firmato egli stesso con il suo nome contro il costume dell'epoca.